# Edme Henry
Pour les personnes ayant le même patronyme, voir Henry.
Edme Henry, né en 1760, mort en 1841, est un homme d'affaires et homme politique bas-canadien, notaire, député de Huntingdon, lieutenant-colonel, agent foncier, agent de la couronne, banquier, fondateur de villages.

## Biographie
Edme ou Edmund Henry, né le 15 novembre 1760 à Longueuil, est le fils d'Edme Henry, chirurgien-major du régiment du Royal Roussillon, et de Geneviève Fournier. Le jeune Edme effectue sa scolarité à Montréal, au collège Saint-Raphaël, jusqu'en 1778.

### Notaire
Il étudie ensuite le droit et devient notaire en 1783.
Le notaire Henry exerce d'abord à Montréal pendant trois ans, puis part à Saint-Pierre-et-Miquelon pour des affaires familiales. Il y rejoint son père qui s'y était installé et y demeure de 1786 à 1793. Confirmé notaire en 1794, il ouvre un cabinet à Laprairie. Il devient alors une personnalité importante. Il gère plusieurs affaires familiales, notamment celles du général Gabriel Christie. 
Il prend un associé en 1803 et poursuit une bonne activité jusqu'en 1814, puis il ralentit fortement son activité de notaire, au profit de ses autres activités.

### Député, lieutenant-colonel
Edme Henry est élu député de la circonscription de Huntingdon en 1810, il reste député jusqu’en 1814 mais assiste peu aux sessions de l'Assemblée. Il ne semble pas participer aux votes, et ne se représente apparemment pas en 1814,.
S'il fréquente peu l'Assemblée, c'est notamment en raison de son activité militaire. Pendant la guerre anglo-américaine de 1812, major d'un bataillon de milice à partir de mai 1812, il participe en octobre 1813 à la bataille de la Châteauguay qui sauve Montréal, en remplacement du commandant Grant, prisonnier des Américains,. Il commande ensuite le bataillon de milice de Boucherville en décembre 1813. Il est promu en 1822 lieutenant-colonel commandant le 2e bataillon de milice du comté de Huntingdon. Il le commande jusqu'en 1839. En récompense de ses services, il reçoit des terres en 1825, dans le canton de Kilkenny.

### Immobilier, agent de la couronne
À partir de 1815, il exerce principalement comme agent foncier, agent seigneurial et agent de la couronne. Agent seigneurial de Napier Christie Burton, il fonde notamment les villages de Christieville (ensuite appelé Iberville), Napierville et Henryville qui est nommé à partir de son nom de famille, Henry. Il fonde ces villages en profitant de l'accroissement démographique pour augmenter les revenus des seigneuries qu'il gère, les impôts et taxes étant plus élevés pour des villages. Comme agent foncier, il achète aussi des terres pour son propre compte, et devient un des principaux propriétaires des environs.

### Transport maritime
La Prairie bénéficie à l'époque d'un contexte économique favorable de par sa position géographique et sa proximité avec les États-Unis. Edme Henry décide d'investir dans le transport maritime. Il devient propriétaire de deux traversiers, le Edmund Henry et le Laprairie, qui assurent une liaison entre La Prairie et Montréal.

### Gestion controversée
Mais sa gestion des affaires est controversée. Il aurait vendu des terres non concédées, au lieu de les offrir ; sa mauvaise tenue des registres aurait provoqué des injustices ; plusieurs plaintes sont étouffées. La pression qu'il exerce pour percevoir les arriérés de fermage accroit les tensions contre le régime seigneurial, notamment dans les localités qui seront parmi les foyers des rébellions de 1837-1838.
Il fonde une banque en 1837, la « Henry's Bank » à Laprairie, avec une succursale à Montréal. Mais son directeur général part avec la caisse, d'un montant de 130 000 dollars ; Henry se déclare alors en faillite, mais peut quand même payer tous ses créanciers, notamment grâce aux hypothèques sur ses propriétés, en faveur de sa banque.

### Décès, postérité
Il meurt le 14 septembre 1841 à La Prairie. Il est inhumé dans la crypte de l'église de La Nativité-de-la-Très-Sainte-Vierge.
Dans sa vie familiale, il épouse d'abord Eunice Parker. Veuf, il épouse ensuite en 1828 Marie-Clotilde Girardin, veuve de l'ancien député Jean-Baptiste Raymond et belle-mère de Joseph Masson.

## Sources bibliographiques
- Françoise Noël, « Henry, Edme (Edmund) », dans Dictionnaire biographique du Canada, vol. VII (Décès 1836-1850), Université de Toronto et Université Laval, 1988 [Notice en ligne].
- « Henry, Edme », dans Dictionnaire des parlementaires du Québec, 1792-1992, Presses Université Laval, 1993 (ISBN 2763773044 et 9782763773049), p. 365 [Notice en ligne].
- Roch Legault et Bernd Horn, Le Leadership militaire canadien français : Continuité, efficacité et loyauté, Dundurn, 2007, 368 p. (ISBN 978-1-77070-258-5 et 1-77070-258-X, lire en ligne), p. 98, 104, 104, 118, 126.
- Francis-Joseph Audet, « Edme Henry », Le Bulletin des recherches historiques (BRH), vol. 33 « (1927) »,‎ 1927, p. 150–154.